# Lin Fongtempel
De Lin Fongtempel (of in het Portugees Templo de Lin Fong) is een oude taoïstische tempel in Macau, Volksrepubliek China. De tempel bevat een stenen beeld van Lin Zexu (林則徐), de Lin Zexugedenkhal van Macau en een school (普濟蓮峰學校), die de enige school in Macau is die zich in een tempel bevindt.
De Tempel werd tijdens de Ming-dynastie gebouwd en is hoofdzakelijk gewijd aan de Chinese zeegodin Tianhou. Deze wordt in de hoofdhal vereerd. De tweede hal vereert Guanyin. In de zijhallen worden andere goden en godinnen vereerd.
Tijdens de Qing-dynastie werd de tempel vijf keer gerestaureerd.

## Goden en godinnen in deze tempel
- Tianhou
- Guanyin
- Guandi
- Shennongdadi
- Yilingdadi
- Jinhua Furen
- Doumuyuanjun
- Cangju Ersheng
- Dizang